# Grande Prémio da Emília-Romanha de Motovelocidade
O Grande Prémio da Emília-Romanha de MotoGP foi um evento motociclístico introduzido no mundial de MotoGP de 2020 e repetido no ano de 2021 como resposta ao cancelamento de provas devido à pandemia de COVID-19.

## Vencedores do Grande Prémio da Emília-Romanha
| Ano  | Pista  | MotoE              | MotoE         | MotoE          | MotoE      | Moto3         | Moto3        | Moto2           | Moto2      | MotoGP           | MotoGP     |
| Ano  | Pista  | Corrida 1          | Corrida 1     | Corrida 2      | Corrida 2  | Moto3         | Moto3        | Moto2           | Moto2      | MotoGP           | MotoGP     |
| Ano  | Pista  | Piloto             | Construtor    | Piloto         | Construtor | Piloto        | Construtor   | Piloto          | Construtor | Piloto           | Construtor |
| ---- | ------ | ------------------ | ------------- | -------------- | ---------- | ------------- | ------------ | --------------- | ---------- | ---------------- | ---------- |
| 2021 | Misano | —                  | Dennis Foggia | Honda          | Sam Lowes  | Kalex         | Marc Márquez | Honda           |            |                  |            |
| 2020 | Misano | Dominique Aegerter | Energica      | Matteo Ferrari | Energica   | Romano Fenati | Husqvarna    | Enea Bastianini | Kalex      | Maverick Viñales | Yamaha     |